# Josué Anunciado de Oliveira
Josué Anunciado de Oliveira (Vitória de Santo Antão, Brasil, 19 de julio de 1979), conocido como Josué, es un exfutbolista brasileño, jugaba en la posición de mediocampista y su último equipo fue el Clube Atlético Mineiro de Brasil.

## Selección nacional
Entre 2007 y 2010 fue internacional con la selección de fútbol de Brasil, jugando 28 partidos internacionales y anotando un gol. Formó parte de los planteles campeones de la Copa América 2007 y la Copa Confederaciones 2009, además de participar en la Copa Mundial de 2010.

### Participaciones en Copas del Mundo
| Copa              | Sede      | Resultado        | Partidos | Goles |
| ----------------- | --------- | ---------------- | -------- | ----- |
| Copa Mundial 2010 | Sudáfrica | Cuartos de final | 1        | 0     |

### Participaciones en Copa América
| Copa              | Sede      | Resultado | Partidos | Goles |
| ----------------- | --------- | --------- | -------- | ----- |
| Copa América 2007 | Venezuela | Campeón   | 5        | 1     |

### Participaciones en Copa Confederaciones
| Copa                      | Sede      | Resultado | Partidos | Goles |
| ------------------------- | --------- | --------- | -------- | ----- |
| Copa Confederaciones 2009 | Sudáfrica | Campeón   | 1        | 0     |

## Estadísticas

### Clubes
| Goiás E. C. · Brasil | 1.ª           | 1997          | 4   | 0 | 0  | 0 | 0  | 0 | 5   | 0  | 9   | 0  |
| Goiás E. C. · Brasil | 1.ª           | 1998          | 21  | 0 | 0  | 0 | 0  | 0 | 4   | 0  | 25  | 0  |
| Goiás E. C. · Brasil | 2.ª           | 1999          | 0   | 0 | 0  | 0 | 0  | 0 | 10  | 0  | 10  | 0  |
| Goiás E. C. · Brasil | 1.ª           | 2000          | 22  | 2 | 0  | 0 | 0  | 0 | 10  | 0  | 32  | 2  |
| Goiás E. C. · Brasil | 1.ª           | 2001          | 20  | 0 | 0  | 0 | 0  | 0 | 10  | 0  | 30  | 0  |
| Goiás E. C. · Brasil | 1.ª           | 2002          | 23  | 1 | 0  | 0 | 0  | 0 | 10  | 0  | 33  | 1  |
| Goiás E. C. · Brasil | 1.ª           | 2003          | 42  | 1 | 0  | 0 | 0  | 0 | 10  | 1  | 52  | 3  |
| Goiás E. C. · Brasil | 1.ª           | 2004          | 41  | 1 | 0  | 0 | 4  | 0 | 10  | 0  | 55  | 1  |
| Goiás E. C. · Brasil | Total club    | Total club    | 173 | 5 | 0  | 0 | 4  | 0 | 69  | 1  | 246 | 7  |
| São Paulo F. C. · Brasil | 1.ª           | 2005          | 31  | 1 | 0  | 0 | 15 | 0 | 15  | 4  | 61  | 5  |
| São Paulo F. C. · Brasil | 1.ª           | 2006          | 30  | 0 | 0  | 0 | 15 | 0 | 18  | 1  | 63  | 1  |
| São Paulo F. C. · Brasil | 1.ª           | 2007          | 11  | 0 | 0  | 0 | 8  | 0 | 15  | 1  | 34  | 1  |
| São Paulo F. C. · Brasil | Total club    | Total club    | 72  | 1 | 0  | 0 | 38 | 0 | 48  | 6  | 158 | 7  |
| VfL Wolfsburgo · Alemania | 1.ª           | 2007-08       | 30  | 1 | 0  | 0 | 0  | 0 | —   | —  | 30  | 1  |
| VfL Wolfsburgo · Alemania | 1.ª           | 2008-09       | 33  | 0 | 0  | 0 | 7  | 0 | —   | —  | 40  | 0  |
| VfL Wolfsburgo · Alemania | 1.ª           | 2009-10       | 31  | 1 | 2  | 0 | 12 | 0 | —   | —  | 45  | 1  |
| VfL Wolfsburgo · Alemania | 1.ª           | 2010-11       | 26  | 0 | 3  | 1 | 0  | 0 | —   | —  | 29  | 1  |
| VfL Wolfsburgo · Alemania | 1.ª           | 2011-12       | 28  | 0 | 1  | 0 | 0  | 0 | —   | —  | 29  | 0  |
| VfL Wolfsburgo · Alemania | 1.ª           | 2012-13       | 16  | 0 | 3  | 0 | 0  | 0 | —   | —  | 19  | 0  |
| VfL Wolfsburgo · Alemania | Total club    | Total club    | 164 | 2 | 9  | 1 | 19 | 0 | —   | —  | 192 | 3  |
| Atlético Mineiro · Brasil | 1.ª           | 2013          | 31  | 0 | 1  | 0 | 10 | 0 | 6   | 2  | 48  | 2  |
| Atlético Mineiro · Brasil | 1.ª           | 2014          | 23  | 1 | 6  | 0 | 4  | 1 | 7   | 1  | 40  | 3  |
| Atlético Mineiro · Brasil | 1.ª           | 2015          | 13  | 0 | 0  | 0 | 1  | 0 | 5   | 0  | 19  | 1  |
| Atlético Mineiro · Brasil | Total club    | Total club    | 67  | 1 | 7  | 0 | 15 | 1 | 18  | 3  | 107 | 6  |
| Total carrera | Total carrera | Total carrera | 476 | 9 | 16 | 1 | 76 | 1 | 135 | 10 | 705 | 23 |
| (1) Incluye datos de la Copa de Alemania y Copa de Brasil. (2) Incluye datos de la Copa Sudamericana, Copa Libertadores, Copa Mundial de Clubes, Recopa Sudamericana, Copa de la UEFA, Liga de Campeones y Liga Europa. (3) Incluye datos del Campeonato Goiano, Campeonato Paulista y Campeonato Mineiro. |               |               |     |   |    |   |    |   |     |    |     |    |

## Palmarés

### Campeonatos estatales
| Título              | Club             | Estado       | Año  |
| ------------------- | ---------------- | ------------ | ---- |
| Campeonato Goiano   | Goiás E. C.      | Goiás        | 1997 |
| Campeonato Goiano   | Goiás E. C.      | Goiás        | 1998 |
| Campeonato Goiano   | Goiás E. C.      | Goiás        | 1999 |
| Campeonato Goiano   | Goiás E. C.      | Goiás        | 2000 |
| Campeonato Goiano   | Goiás E. C.      | Goiás        | 2002 |
| Campeonato Goiano   | Goiás E. C.      | Goiás        | 2003 |
| Campeonato Paulista | São Paulo F. C.  | São Paulo    | 2005 |
| Campeonato Mineiro  | Atlético Mineiro | Minas Gerais | 2013 |
| Campeonato Mineiro  | Atlético Mineiro | Minas Gerais | 2015 |

### Campeonatos nacionales
| Título         | Club             | País     | Año  |
| -------------- | ---------------- | -------- | ---- |
| Serie B        | Goiás E. C.      | Brasil   | 1999 |
| Brasileirão    | São Paulo F. C.  | Brasil   | 2006 |
| Brasileirão    | São Paulo F. C.  | Brasil   | 2007 |
| 1. Bundesliga  | VfL Wolfsburgo   | Alemania | 2009 |
| Copa de Brasil | Atlético Mineiro | Brasil   | 2014 |

### Campeonatos internacionales
| Título                 | Club                | Sede           | Año  |
| ---------------------- | ------------------- | -------------- | ---- |
| Copa Libertadores      | São Paulo F. C.     | São Paulo      | 2005 |
| Copa Mundial de Clubes | São Paulo F. C.     | Yokohama       | 2005 |
| Copa América           | Selección de Brasil | Venezuela      | 2007 |
| Copa Confederaciones   | Selección de Brasil | Sudáfrica      | 2009 |
| Copa Libertadores      | Atlético Mineiro    | Belo Horizonte | 2013 |
| Recopa Sudamericana    | Atlético Mineiro    | Belo Horizonte | 2014 |